# Johannes Eccard
Johannes Eccard (ur. w 1553 w Mühlhausen/Thüringen (Turyngia), zm. w 1611 w Berlinie) – niemiecki kompozytor i muzyk.

## Życiorys
Jako chłopiec był śpiewakiem w kapeli dworskiej w Weimarze. Był uczniem Ludwiga Helmbolda i Joachima a Burck, następnie śpiewał pod kierownictwem Orlando di Lasso w Monachium. Odbył podróż artystyczną do Wenecji, gdzie uczył się u Andrea Gabrieli, Claudio Merulo i Gioseffo Zarlino.
Po krótkim pobycie w rodzinnym Mühlhausen/Thüringen (1573-1574) został powołany przez Jakoba Fuggera jako organista do Augsburga. W 1579 przeniósł się do Królewca, do dworskiej kapeli margrabiego Jerzego Fryderyka von Ansbach. Tu został asystentem Teodoro Riccio, w 1580 zastępcą kapelmistrza, w 1596 objął obowiązki po Riccio, ale dopiero w 1604 oficjalnie uzyskał tytuł kapelmistrza. Do jego uczniów należał Georg Weissel. W 1608 został elektorskim kapelmistrzem i kantorem katedralnym w Berlinie.
Napisał ok. 250 wielogłosowych pieśni religijnych (niektóre do dziś umieszcza się w śpiewnikach protestanckich) i świeckich, często komponował do tekstów Ludwiga Helmbolda. Jego Preussische[n] Festlieder zostały opublikowane w 2 częściach w 1642 i w 1644 w Elblągu przez Johanna Stobäusa. Szereg dzieł, w tym kilka mszy nadal pozostaje w rękopisie.